# Großsteingrab Dubnitz
Das Großsteingrab Dubnitz ist eine Grabanlage der jungsteinzeitlichen Trichterbecherkultur in der Umgebung von Dubnitz, einem Ortsteil der Gemeinde Sassnitz im Landkreis Vorpommern-Rügen (Mecklenburg-Vorpommern). Es trägt die Sprockhoff-Nummer 473.

## Lage
Das Grab liegt etwa 500 m nordöstlich von Dubnitz und nordwestlich von Alt Mukran, westlich der nach Sassnitz führenden Straße. In der Nähe gibt es mehrere weitere Großsteingräber: So befindet sich 1,1 km östlich das Großsteingrab Mukran und 1,6 km östlich das Großsteingrab Dwasieden.

## Beschreibung
Ernst Sprockhoff stellte 1931 bei seiner Aufnahme der Großsteingräber Rügens eine ost-westlich orientierte ovale Hügelschüttung mit einer Länge von 20 m und einer Breite von 18 m fest. Im östlichen Teil war ein Deckstein mit einem Durchmesser von 1,80 m sichtbar. Da der Rest der Grabkammer noch vollständig unter der Erde steckte, konnte Sprockhoff keine Aussagen zu ihrem Aussehen treffen. Bei einer erneuten Aufnahme in den 1960er Jahren konnte Ewald Schuldt das Grab als Großdolmen einordnen.